# Pierre Balthazard Bouche
Pour les articles homonymes, voir Bouche (homonymie).
Pierre Balthazard Bouche (né en mai 1758 à Forcalquier et mort le 23 décembre 1850 à Forcalquier également) est un homme politique français, député aux États généraux de 1789.

## Biographie
Il est avocat à Forcalquier à partir de 1787. Il est élu député du tiers-état de la sénéchaussée de Forcalquier aux états généraux. Il revient dans le département après l’élection des premiers députés à l’Assemblée législative.
Il est ensuite président du tribunal criminel des Basses-Alpes (1792) mais abandonne son poste quand Dherbez-Latour épure l’administration départementale en novembre 1794.
Après le coup d'État du 18 brumaire, il est nommé conseiller général. Il redevient juge à partir de 1806. À sa mort, il est le dernier survivant de l’assemblée constituante.

## Nota
Ne pas confondre avec :
- Charles-François Bouche, son oncle, autre député à l’Assemblée nationale constituante
- François Charles Bouche, avocat et député à l’Assemblée législative de 1791.